# Gornje Čarađe
Gornje Čarađe este un sat din comuna Nikšić, Muntenegru. Conform datelor de la recensământul din 2003, localitatea are 68 de locuitori (la recensământul din 1991 erau 96 de locuitori).

## Demografie
În satul Gornje Čarađe locuiesc 50 de persoane adulte, iar vârsta medie a populației este de 38,0 de ani (36,6 la bărbați și 39,4 la femei). În localitate sunt 24 de gospodării, iar numărul mediu de membri în gospodărie este de 2,83.
Populația localității este foarte eterogenă.
|  |

| Demografie | Demografie | Demografie |
| An         | Locuitori  | Locuitori  |
| ---------- | ---------- | ---------- |
|            |            |            |
|            |            |            |
|            |            |            |
|            |            |            |
| 1948       | 178        |            |
| 1953       | 199        |            |
| 1961       | 208        |            |
| 1971       | 158        |            |
| 1981       | 113        |            |
| 1991       | 96         | 96         |
| 2003       | 68         | 68         |

| \| Componența etnică conform recensământului din 2003[2] \| Componența etnică conform recensământului din 2003[2] \| Componența etnică conform recensământului din 2003[2] \| Componența etnică conform recensământului din 2003[2] \| Componența etnică conform recensământului din 2003[2] \| \| ----------------------------------------------------- \| ----------------------------------------------------- \| ----------------------------------------------------- \| ----------------------------------------------------- \| ----------------------------------------------------- \| \| \| \| \| \| \| \| Sârbi \| Sârbi \| \| 23 \| 33,82% \| \| Muntenegreni \| Muntenegreni \| \| 22 \| 32,35% \| \| necunoscută \| necunoscută \| \| 0 \| 0% \| |              |  |    |        |
| Componența etnică conform recensământului din 2003 |              |  |    |        |
| |              |  |    |        |
| Sârbi | Sârbi        |  | 23 | 33,82% |
| Muntenegreni | Muntenegreni |  | 22 | 32,35% |
| necunoscută | necunoscută  |  | 0  | 0%     |